# Aquel viejo molino
Aquel viejo molino es una película española de drama de 1946, dirigida por Ignacio Iquino.
Fue estrenada en el Cine Kursaal de Barcelona el 28 de junio de 1946 y en el Cine Coliseum de Madrid el 21 de noviembre del mismo año.
La única copia localizable de la película fue adquirida en 2018 a un coleccionista de Buenos Aires.
La película obtuvo un premio económico de 250.000 ptas., en los premios del Sindicato Nacional del Espectáculo de 1946.

## Sinopsis
Lucas es un joven extremeño que vive en un molino. Un día decide dar un giro radical a su vida y emigrar a América en busca de fortuna. Cuando tiempo después regresa, encuentra el molino derruido y decide reconstruirlo.

## Reparto
- Adriano Rimoldi
- Francisco Melgares
- Carlos Agostí
- Consuelo de Nieva
- Antonio Bienvenida
- Carmen Campoy
- María Francés
- Marta Grau
- Teresa Idel
- José María Ovies
- Leonor María García de Castro